# Leucophora ponti
Leucophora ponti este o specie de muște din genul Leucophora, familia Anthomyiidae, descrisă de Willi Hennig în anul 1967.
Este endemică în Israel. Conform Catalogue of Life specia Leucophora ponti nu are subspecii cunoscute.